# Лацкович, Миклош
Миклош Лацкович (венг. Laczkovich Miklós, род. 21 февраля 1948 Будапешт, Венгрия) — венгерский математик. Известен работами по теории функций вещественной переменной, геометрической теории меры и решением задачи Тарского о квадратуре круга.

## Биография
Защитил диссертацию в 1971 году в Будапештском университете, где он преподаёт с тех пор.
Является профессором в университетском колледже Лондона.
Был приглашенным профессором нескольких университетов Великобритании, Канады, Италии и США.
Миклош Лацкович любит и исполняет классическую музыку, принимает активное участие в различных хорах.

## Вклад
Опубликовал более 100 статей и две книги, одна из которых, Conjecture and Proof, имела международный успех. 
- Самый известный результат — решение задачи Тарского о квадратуре круга в 1989 году[4].
- Решение гипотезы Кемпремана в 1984 году: Функция {\displaystyle f\colon \mathbb {R} \to \mathbb {R} }, которая удовлетворяет {\displaystyle 2\cdot f\leq f(x+h)+f(x+2h)} для каждого {\displaystyle x\geq 0} является монотонно возрастающей[5].

## Признание
- 1989 — Премия Пала Эрдёша[англ.]
- 1991 — Премия Венгерской академии наук[венг.]
- 1993 — Премия Островского
- 1993 — Член-корреспондент Венгерской Академии наук
- 1998 — Полный член Венгерской Академии наук
- 1998 — Премия Сеченьи
- 2006 — Медаль Тибора-Селе[фр.]